# Подорожники (телесеріал)
Подорожники — український телесеріал, знятий кіностудією Star Media для телеканалу Новий канал.
Прем'єра телесеріалу відбулась 9 вересня 2019 року.

## Синопсис
Ірина разом зі своїм чоловіком Анатолієм відкрили придорожнє кафе-мотель «Подорожник» на Житомирській трасі. В цей бізнес вони вклали всі заощадження і навіть продали дві свої квартири, і справа виявилася вельми прибутковою: в кафе завжди було чимало відвідувачів. Але не довго Ірина мала панування на трасі, незабаром навпроти відкрився ще один заклад, залучаючи клієнтів іноземною назвою «Piantaggine» (з італійської мови перекладається також як «Подорожник»). Його господаркою є Сусанна, яка прожила деякий час в Італії, де трохи набралася досвіду, працюючи в неапольській таверні офіціанткою. Тут же вона зустріла свого чоловіка Маріо, тоді ще тільки кухаря-початківця, але пристрасного і темпераментного, як і всі італійці, чоловіка. Минуло багато років і доля знову закинула Сусанну в рідні краї, де вона тепер - бізнесвумен, а її Маріо - головний кухар придорожньої піцерії. Ось і стали два «Подорожники» справжніми суперниками. Обидві панянки є не просто бізнес-конкурентками — виявляється вони ще й старі знайомі, однокласниці, що також злить Ірину, яка ревнує свого Толика до спокусливої Сусанни. Але найбільшого клопоту героїням завдадуть їхні діти, дочка господині «Подорожника» Аня і син господині «Piantaggine» - Алесандро, між якими спалахує любов. В Ані правда вже є друг - веселий і правильний Петро, але майбутня співачка, а саме до цього прагне дочка Ірини, не надто дорожить почуттями свого залицяльника. Інша справа Алесандро, він відразу підкорив серце дівчини, але постійні втручання Петра створюють між молодими людьми справжній любовний трикутник.

## У ролях
| Актор                | Роль                                                               |
| -------------------- | ------------------------------------------------------------------ |
| Олеся Жураківська    | Ірина Іванівна Шинкаренко-Руда (власниця кафе-готелю «Подорожник») |
| Ірма Вітовська       | Сусанна Михайлівна Форці (суперниця Ірини, власниця «Piantaggine») |
| В'ячеслав Довженко   | Толік Рудий (чоловік Ірини)                                        |
| Наталя Сумська       | Любов Іванівна Шинкаренко (мати Ірини)                             |
| Віктор Андрієнко     | Павло Петрович Рудий (свекор Ірини і батько Толіка)                |
| Алессандро Демченко  | Маріо Леонардович Форці (чоловік Сусанни)                          |
| Клавдія Дрозд-Буніна | Аня (дочка Ірини)                                                  |
| Любомир Валівоць     | Алекс (син Сусанни)                                                |
| Олександр Рудинський | Петро (залицяльник Ані)                                            |
| Алла Сергійко        |                                                                    |
| Володимир Жогло      |                                                                    |
| Володимир Ковцун     |                                                                    |
| Ірина Дорошенко      | Роза Леонідівна (мати Сусанни і бабуся Алекса)                     |

## Виробництво
Зйомки тривали з серпня 2018 року по березень 2019 року.